# 온에어 (드라마)
《온에어》는 2008년 3월 5일부터 2008년 5월 15일까지 방송되었던 SBS 드라마 스페셜로 드라마 PD와 작가, 연기자, 매니저 등 방송국에서 일하는 사람들의 삶과 사랑 이야기를 다룬 드라마이다.

## 등장 인물

### 주요 인물
- 김하늘 : 오승아(26세) 역 - 톱스타
- 박용하 : 이경민(34세) 역 - 드라마 PD
- 이범수 : 장기준(36세) 역 - 張 엔터테인먼트 사장
- 송윤아 : 서영은(36세) 역 - 드라마 작가

### SW 엔터테인먼트
- 이형철 : 진상우 역 - 사장
- 한예원 : 체리 역 - 신인배우
- 김성오 : 김성오 역 - 소속 매니저

### 제작사 드림하우스
- 홍지민 : 이혜경 역 - 사장
- 유서진 : 윤현수 역 - 제작 PD

### SBC 방송국
- 최상훈 : 강호상 역 - 제작부장
- 이원 : 권오석 역 - 조감독
- 이성민 : 송수철 역 - 드라마 PD
- 이달형 : 박봉식 역 - 조명감독
- 여호민 : 홍성규 역 - 촬영감독
- 김동균 : 노용철 역 - 드라마 PD

### 영은네 가족
- 박주아 : 박향자 역 - 영은의 어머니
- 김성진 : 김준희 역 - 영은의 아들

### 경민네 가족
- 이경진 : 곽옥심 역 - 경민의 어머니
- 성명 미상 : 이경호 역 - 경민의 형
- 성명 미상 : 이경미 역 - 경민의 여동생

### 그 밖의 주변 인물
- 이철민 : 김학선 역 - 학 엔터테인먼트 대표
- 강주형 : 안다정 역 - 영은의 보조작가
- 진성 : 이원 역 - 張 엔터테인먼트 소속 배우 지망생
- 임현성 : 김범래 역 - 張 엔터테인먼트 소속 배우 지망생
- 성우진 : 라석현 역 - 현수의 남편, 경민의 친구
- 리키 킴 : 에이든 리 - 모델이며 승아의 영어 선생
- 이채원 : 승아의 코디네이터 역
- 민서현 : 양소은 역 - 진사장 소속 자살한 여배우
- 강래연 : 임소영 역 - 관광청 부소장
- 장효진 : 추연우 역 - 승아와 연기대상 공동 수상한 배우
- 김도연 : 체리의 코디네이터 역
- 맹봉학 : 영화사 대표 역
- 주성민

### 특별출연
- FT아일랜드 : 1회, 본인들 역 - 시상식 입장 모습
- 서경석 : 1회, 본인 역 - 시상식 사회
- 윤현진 : 1회, 본인 역 - 시상식 사회
- 이효리 : 1회, 본인 역 - 시상식 공연 및 기준과 아는 사이
- 김기수 : 1회, 영은에게 춤을 가르치는 댄스강사 역
- 전도연 : 2회, 본인 역
- 윤기원 : 2회, 4회, 가짜 연예기획사 사기꾼 역
- 김희선 : 3회, 본인 역 (사진으로 등장)
- 박시연 : 3회, 영은의 작품 속 시연 역
- 이천희 : 3회, 영은의 작품 속 실장 역
- 전혜빈 : 3회, 영은의 작품 속 혜빈 역
- 김민준 : 4회, 본인 역
- 강혜정 : 5회, 12회, 본인 역
- 엄지원 : 5회, 엄지원 역 - 조금 무개념인 배우
- 이서진 : 9회, 본인 역
- 송창의 : 11회, 승아의 화장품 광고 상대배우 역
- 정찬우 : 13회, 점쟁이 역
- 신동욱 : 14회, ‘티켓 투 더 문’의 체리 동료의사 역
- 이동규 : 14회, 이동규 역 - 장애인복지관에서 근무하는 지적장애인
- 김제동 : 15회, 본인 역 - ‘티켓 투 더 문’ 제작발표회 사회자
- 김정은 : 16회, 본인 역 - 장대표가 영입하려는 배우, 초콜릿 녹화 현장
- 김성민 : 20회, 김성민 역 - 기준의 주도로 합병된 엔터테인먼트 공동대표
- 하인즈 워드 : 21회, 본인 역 - 에이든의 친구
- 윤세아 : 21회, 드라마 작가 역 - 경민이 함께 작품하려는 작가

### 그 밖의 인물
- 주성민 : 승아의 매니저 → 체리의 매니저 역
- 박진수 : 승아의 옛 매니저
- 최영도 : 섭외 역
- 금호석 : 강해주 역 - FD
- 손화령 : 승아의 메이크업 아티스트 역
- 지일주 : 이효리의 매니저 역
- 서진욱 : 김대식 역 - SBC 감독, 승아 대신 대리수상할뻔한 감독
- 박팔영 : 이 감독 역
- 이승형 : 진사장이 승아에게 소개시킨 광고주 역
- 나재균 : 승아와 계약하려는 남자 역
- 정명준 : 승아와 계약하려는 남자 역
- 손선근 : S미디어 대표 역 - 승아와 계약하려는 남자
- 서지연 : 마스카라를 홍보하는 여자 역
- 김세인 : 차차 역
- 성인자 : 영은의 드라마가 재미없다는 여자 역
- 이정훈 : 기준을 인터뷰 하는 기자 역
- 민준현 : 빌려간 돈을 값지 않은 기준의 친구 역
- 오정원 : 승아의 헤어디자이너 역
- 기연호 : 극단 선생님 역
- 김선호 : 음식점 직원 역
- 최성조 : 승아의 헬스트레이너 역
- 반민정 : 은형 역 - 영은의 팬
- 설지윤 : 권 작가 역 - 드라마 '해녀 심청'의 작가
- 홍영자 : '티켓투더문' 속 은형의 할머니 역
- 김유라 : '티켓투더문' 속 은형의 고모 역
- 이영실 : '티켓투더문' 속 은형의 고모 역
- 홍승범
- 이승훈 : 강혜정의 매니저 역
- 정종렬 : 엄지원의 매니저 역
- 김태영 : 영은이 갔던 병원의 의사 역
- 이정성 : 승아와 기준이 만난 변호사 역
- 최윤준 : 노기성 역 - 카메라 감독
- 유해정 : 승아가 놀이터에서 만난 아이 역
- 차재돌 : 승아가 놀이터에서 만난 아이 역
- 유승민 : 화장품 광고의 관계자 역
- 신종훈 : 기준에게 에이든의 프로필사진을 건네는 남자 역
- 정종현 : 오승아의 팬인 형사 역
- 손윤상 : 승아의 화장품 광고 감독 역
- 이수완 : '티켓투더문'의 포스터 촬영 감독 역
- 김선은 : '티켓투더문'의 OST 감독 역
- 공재원 : 호텔 관계자 역
- 권영경 : 드라마 '티켓투더문'속 아이스크림 들고 있는 아이의 엄마 역
- 김민채 : 은형이 다니는 영어학원 선생님 역
- 양은용 : 전시회에서 영은을 인터뷰 하는 기자 역
- 이금주 : '티켓투더문' 속 은석의 엄마 역
- 신재도 : 진상우에게 자금을 빼겠다고 말하는 남자 역
- 조성희 : 승아의 비디오 파문에 대해 보도하는 기자 역
- 박영지 : SBC의 본부장 역
- 민병애 : 찜질방에서 티켓투더문을 보는 여자 역
- 나석민
- 하은설
- 이상은

## 수상
- 2008년 SBS 연기대상 10대 스타상, 여자 최우수연기상 - 김하늘
- 2008년 SBS 연기대상 10대 스타상, 여자 최우수연기상 - 송윤아
- 2008년 SBS 연기대상 10대 스타상, 드라마 스페셜 부문 남자연기상 - 박용하
- 2008년 코리아 드라마 어워즈 여자 최우수연기상 - 김하늘
- 2009년 백상예술대상 TV부문 연출상 - 신우철

## 시청률
| 2008년      | 2008년      | 2008년      | 2008년      | 2008년      | 2008년     |
| 회차        | 방송일      | TNmS 시청률 | TNmS 시청률 | AGB 시청률  | AGB 시청률 |
| 회차        | 방송일      | 수도권 지역 | 전국 지역   | 수도권 지역 | 전국 지역  |
| ----------- | ----------- | ----------- | ----------- | ----------- | ---------- |
| 제1회       | 3월 5일     | 13.4%       | 13.6%       | 11.4%       | 12.5%      |
| 제2회       | 3월 6일     | 15.2%       | 16.1%       | 14.4%       | 14.9%      |
| 제3회       | 3월 12일    | 14.7%       | 15.9%       | 14.1%       | 15.2%      |
| 제4회       | 3월 13일    | 18.9%       | 20.5%       | 16.6%       | 17.6%      |
| 제5회       | 3월 19일    | 16.7%       | 17.9%       | 15.8%       | 16.9%      |
| 제6회       | 3월 20일    | 18.1%       | 18.5%       | 16.9%       | 16.5%      |
| 제7회       | 3월 26일    | 20.1%       | 20.9%       | 18.3%       | 19.9%      |
| 제8회       | 3월 27일    | 21.2%       | 22.1%       | 20.2%       | 20.4%      |
| 제9회       | 4월 2일     | 21.6%       | 22.9%       | 20.5%       | 22.0%      |
| 제10회      | 4월 3일     | 22.8%       | 24.4%       | 21.1%       | 21.7%      |
| 제11회      | 4월 10일    | 19.4%       | 20.1%       | 19.5%       | 20.3%      |
| 제12회      | 4월 16일    | 21.1%       | 21.9%       | 20.7%       | 22.4%      |
| 제13회      | 4월 17일    | 22.2%       | 23.7%       | 20.9%       | 22.5%      |
| 제14회      | 4월 23일    | 22.9%       | 23.7%       | 21.0%       | 21.5%      |
| 제15회      | 4월 24일    | 23.3%       | 24.1%       | 21.3%       | 22.2%      |
| 제16회      | 4월 30일    | 21.4%       | 21.9%       | 20.4%       | 21.5%      |
| 제17회      | 5월 1일     | 24.0%       | 25.6%       | 22.0%       | 23.0%      |
| 제18회      | 5월 7일     | 24.1%       | 23.5%       | 20.6%       | 20.2%      |
| 제19회      | 5월 8일     | 26.2%       | 25.6%       | 24.4%       | 23.4%      |
| 제20회      | 5월 14일    | 24.9%       | 23.5%       | 23.6%       | 23.7%      |
| 제21회      | 5월 15일    | 27.4%       | 25.8%       | 26.2%       | 25.4%      |
| 평균 시청률 | 평균 시청률 | 20.9%       | 21.5%       | 19.5%       | 20.2%      |

- 위의 표는 TNmS[3]와 AGB닐슨 미디어리서치[4] 가 자사의 홈페이지에 공개한 시청률을 바탕으로 작성된 것이다. 빨간색 수치는 최고 시청률, 파란색 수치는 최저 시청률을 나타낸다.

## 결방 및 연장
- 2008년 4월 9일 : 제18대 국회의원 선거 개표 방송으로 인해 결방하였다.[5]
- 2008년 5월 1일 : 온에어 방영 분량이 20부작에서 1회 연장되어 21부작으로 변경.확정되었다.

## 이모저모
- 1회 초반 연기대상 시상식 장면으로 많은 배우들의 입장 모습이나 객석에 앉아 있는 모습이 나온다. 김아중, 김규리, 오만석, 이선균, 현영, 다니엘 헤니, 이영은, 한채영, FT아일랜드 등이 입장하는 모습으로, 배종옥, 박진희, 박시연 등이 객석에 앉아 있는 모습이 나왔다.
- 김정은은 3회에서 《파리의 연인》의 한 장면으로, 11회에서 김옥빈은 《하노이 신부》의 한 장면으로, 엄정화와 오지호는 《칼잡이 오수정》의 한 장면으로 등장하였다.
- 이 드라마에서 방송사 연말 연기대상 시상식에서 나눠먹기식 상주기와 같은 방송가의 숨겨진 진실을 비판하기도 하였다. 작품의 특성상 유명 연예인이 카메오로 대거 등장하기도 하며 눈길을 끌기도 하였다. 종영이 가까워지자 드라마속 드라마인 《티켓 투 더 문》을 실제 드라마로 제작해달라는 시청자 의견도 있었다.
- 캐스팅 문제로 골치를 썩였는데 장기준(이범수 분) 역은 원래 이성재가 낙점됐지만[6] 스스로 고사하여 이범수가 대타로 들어갔으며 오승아(김하늘 분) 역에는 김희선이 낙점되는 듯 했으나 결혼생활 문제와 휴식을 취해야 한다는 이유 때문에[7] 거절해 버렸다.
- 스태프 임금을 지불하지 않아 논란을 빚어야 했다[8].

## 같이 보기
- 그들이 사는 세상
- 드라마의 제왕
- 막후지왕 : 러브 온 에어

## 동시간대 경쟁작
- 쾌도 홍길동
- 누구세요?